# Sam & Dave
Sam & Dave è stato un duo vocale soul formato da Samuel David Moore (Miami, 12 ottobre 1935 – Coral Gables, 10 gennaio 2025) e David Prater (Ocilla, 9 maggio 1937 – Sycamore, 9 aprile 1988).
Registrarono e cantarono insieme dal 1961 al 1981; Sam Moore era la voce tenore, mentre Dave Prater era il baritono.
Sam & Dave sono membri della Rock & Roll Hall of Fame. Vincitori del Grammy Award e di diversi Dischi d'oro, sono il più acclamato e riconosciuto duo della storia della Soul Music. Durante il loro periodo di maggior successo (1966-1968) solo Aretha Franklin fu in grado di superare i loro successi nelle classifiche R&B.
I loro dischi portarono i suoni, le sensazioni, l'energia e la spontaneità della musica da chiesa gospel al pubblico pop e R&B, integrando gli elementi del chiama-e-rispondi del gospel con la struttura delle canzoni più popolari e utilizzando una sezione ritmica completamente elettrica, fiati e tastiere.
Il loro stile musicale, spesso etichettato come Southern Soul o Country Soul e descritto come più grezzo e rozzo dell'Urban Soul degli artisti della Motown Records o della Atlantic Records come Aretha Franklin e Wilson Pickett, emerse dal "profondo Sud" (Deep South) a metà degli anni '60 e venne diffuso dai contemporanei Otis Redding e Carla Thomas
Sam & Dave effettuarono le loro più famose incisioni presso la Stax Records, che fu un'etichetta pioniera per il Southern Soul, fondata a Memphis, Tennessee.
I dischi di Sam & Dave's con la Stax furono scritti e prodotti principalmente da Isaac Hayes e David Porter, un cantautore membro della Hall of Fame che scrisse anche i maggiori successi di Sam & Dave. Tra i musicisti che collaborarono a creare e registrare le canzoni di Sam & Dave troviamo i membri dei Booker T. & the MG's e la sezione fiati dei Mar-Keys.
Gran parte delle loro canzoni vennero arrangiate dal co-proprietario della Stax Records e membro della Rock & Roll Hall of Fame Jim Stewart.

## Storia

### Inizi
Sam & Dave raggiunsero il successo in termini commerciali dalla metà fino alla fine degli anni '60, anni in cui apparvero per 10 volte consecutive nella Top 20 dei singoli R&B di "Billboard" (1966-1968). In questa serie superarono artisti come James Brown, Otis Redding, Wilson Pickett e tutti gli altri artisti R&B tranne Aretha Franklin.
Nell 1966 la loro hit Hold on I'm coming venne premiata da Billboard come miglior singolo R&B, l'anno successivo Soul Man raggiunse il numero due della medesima classifica.
Sia Hold on I'm coming sia Soul Man raggiunsero la vetta delle classifiche l'anno in cui vennero pubblicate ed entrambe sono state inserite nella lista delle più grandi canzoni dalla rivista
Rolling Stone Magazine, infine "Soul Man" è entrata a far parte della Grammy Hall of Fame.
"Soul Man" inoltre è stata considerata sia dai musicisti della Stax che dagli storici della musica come un inno dei movimenti della "black consciousness" e dell'"orgoglio nero", in un periodo in cui i termini "Soul Man" o "Soul Brother" riflettevano il senso di autostima, orgoglio, e appartenenza alla comunità afroamericana.

### Influenza di Sam & Dave sui musicisti del passato e del presente
Sam & Dave sono stati fonte di ispirazione per il cult movie di Dan Aykroyd e John Belushi The Blues Brothers. Questo film, divenuto ben presto una vera e propria "icona culturale", ha introdotto al soul e al rhythm & blues una nuova generazione, quella degli anni '80 e '90, e ha rinverdito la fama di molti musicisti, fra i quali Sam & Dave.
La musica di Sam & Dave e le loro elettrizzanti performance live hanno influenzato un moltissimi altri artisti tra i quali Bruce Springsteen, Elvis Costello, Michael Jackson, Steve Winwood e Phil Collins. La loro sezione fiati "The Dancing Horns" è stata imitata successivamente in numerose performance live.

### Sam & Dave live performers
Sam & Dave sono considerati fra i migliori performer live, la loro capacità di "tenere la scena" gli valse presto il soprannome di "Double Dynamite" grazie alle esplosive rappresentazioni in cui miscelavano canto, coreografie, improvvisazioni di danza, irresistibile teatralità e un grande coinvolgimento del pubblico.

### La fine della carriera
Nel 1968 la Stax e l'Atlantic ruppero il loro accordo di co-produzione di Sam & Dave e dall'inizio del 1969 questi non poterono più lavorare con Hayes, Porter, i musicisti di Memphis e lo studio della Stax.
A questo punto Sam & Dave non riuscirono a ricreare i loro precedenti successi raggiunti con la Stax con i musicisti e i produttori dell'Atlantic.
Il duo si sciolse ufficialmente a metà degli anni '70. Successivamente Sam dichiarò che la rottura derivò dalla sua insoddisfazione a lavorare con Dave e dal suo desiderio di intraprendere una carriera da solista.
Dave Prater morì in un incidente stradale nel 1988. Sam Moore continuò a esibirsi, a registrare e a incassare premi e riconoscimenti come grande artista e pioniere della musica soul. È morto il 10 gennaio 2025.

## Discografia

### Album in studio
- 1966 - Hold On, I'm Comin'
- 1966 - Double Dynamite
- 1967 - Soul Men
- 1968 - I Thank You
- 1975 - Back at 'Cha!
- 1978 - Sweet and Funky Gold
- 1982 - Soul Study Volume 1
- 1982 - Soul Study Volume 2

### Raccolte
- 1966 - Sam & Dave
- 1969 - The Best of Sam & Dave
- 1983 - Hold On We're Coming
- 1984 - The Best of Sam & Dave
- 1984 - I Can't Stand Up for Falling Down
- 1985 - The Best Of
- 1985 - Soul Sister, Brown Sugar
- 1985 - Greatest Hits
- 1987 - Sweet Soul Music
- 1988 - Greatest Hits
- 1989 - 25 Greatest Hits
- 1990 - An Anthology - The Stax Years 1965 to 1968
- 1992 - Two Soul Man
- 1993 - Soul Man
- 1993 - Sweat 'N' Soul: Anthology (1965-1971)
- 1993 - Gold